# Église Sainte-Madeleine de La Ferrière-de-Flée
L`église Sainte-Madeleine de La Ferrière-de-Flée est située sur la commune de La Ferrière-de-Flée en Maine-et-Loire.

## Historique
Construite au début du XIXe siècle, elle fut agrandie en 1840.
En 2013, le maire de la ville, Gilles Grimaud, en interdit l'accès pour des raisons de sécurité, et rappelle l'urgence à réaliser des travaux de rénovation.
En 2021, elle fait l'object d'une violente polémique lorsque la municipalité décide de la détruire. L'évêque d'Angers, Mgr Delmas, exprime son désaccord,.
Stéphane Bern s'insurge contre « les démolisseurs de notre patrimoine ».

## Description
Le maître-autel est l'œuvre de Chrysostome Perrault, en 1870. Les vitraux sont de Jean Clamens, un maître-verrier angevin[réf. nécessaire].